# Loi fédérale sur l'égalité de traitement
La loi fédérale sur l'égalité de traitement (en allemand, Gleichbehandlungsgesetz, GlBG) régit depuis 2004 l'égalité de traitement et la lutte contre les discriminations en Autriche.
La loi sur l'égalité de traitement s'adresse aux personnes travaillant dans le secteur privé, avec une attention particulière pour l'agriculture et la sylviculture ; pour les employés des collectivités territoriales et du service public, c'est la loi fédérale sur l'égalité de traitement (B-GlBG), les lois sur l'égalité de traitement des Länder comme les lois anti-discrimination qui s'appliquent à cet effet.

## Fondements
En 2004, le législateur autrichien intègre la directive 2000/43/CE (directive sur l'égalité raciale) et la directive 2000/78/CE (directive-cadre sur l'égalité de traitement) dans les lois sur l'égalité de traitement déjà en vigueur, qui contenaient jusqu'alors l'acquis communautaire dans le domaine de l'égalité de traitement entre les femmes et les hommes. L'argument avancé est celui de l'économie législative et de la similitude des réglementations. Cette solution continue de faire l'objet de critiques de la part des praticiens du droit. La loi sur l'égalité de traitement (GlBG 2004) entre en vigueur le 1er juillet 2004.
Le cœur de la loi est le principe de l'égalité de traitement, une obligation imposée par le législateur à l'employeur et à l'employé de garantir l'égalité  requise dans leur domaine d'activité. Pour ce faire, elle clarifie des notions telles que le harcèlement sexuel, le harcèlement général sur le lieu de travail et la discrimination, ainsi que les mesures adaptées.
Le domaine de la protection contre la discrimination des personnes handicapées a été exclu de la loi sur l'égalité des chances de 2004 en raison d'une demande de tous les partis au Parlement autrichien et a fait l'objet d'une législation distincte (loi sur l'emploi des personnes handicapées (BEinstG), BGBl. n° 22/1970 dans la version BGBl I 82/2005 et loi fédérale sur l'égalité des personnes handicapées (BGStG), BGBl I 82/2005).

## Structure
La loi GlBG 2004 contient :
- dans la partie I, les dispositions relatives à l'égalité entre les femmes et les hommes dans le monde du travail

- dans la partie II, les dispositions relatives à l'égalité de traitement dans le monde du travail sur la base de l'appartenance ethnique, de l'âge, de la religion ou des convictions et de l'orientation sexuelle (antidiscrimination)

- dans la partie III, les dispositions relatives à l'égalité de traitement sans distinction d'origine ethnique dans d'autres domaines (biens et services à la disposition du public, y compris le logement, la protection sociale, l'éducation, l'antiracisme)

- dans la partie IV (pour des raisons constitutionnelles), les principes régissant l'égalité de traitement dans la vie professionnelle dans les secteurs de l'agriculture et de la sylviculture

- dans la partie V, les dispositions conclusives.

## Principe de l'égalité de traitement
Le principe de l'égalité de traitement est considéré comme global, c'est-à-dire que la loi doit s'appliquer à tous les cas de discrimination fondée sur le sexe ou sur l'appartenance ethnique, la religion ou les convictions, l'âge ou l'orientation sexuelle. En outre, la loi énumère des situations importantes ou typiques en tant que faits particuliers, notamment la candidature et l'établissement d'une relation de travail, l'accès à la formation professionnelle et continue, la promotion professionnelle, la fin de la relation de travail.

## Anti-discrimination et antiracisme
Il est interdit de défavoriser des individus pour l'un des motifs cités dans la loi (sexe, âge, religion ou convictions, orientation sexuelle, appartenance ethnique). En application des dispositions du droit communautaire, la GlBG fait une distinction entre la discrimination directe et la discrimination indirecte. Il y a discrimination directe lorsqu'une personne subit, a subi ou subirait un traitement moins favorable qu'une autre personne dans une situation comparable en raison de l'un des motifs protégés.
Exemple de discrimination directe : une catégorie salariale spécifique pour les femmes, un traitement défavorable en raison de la grossesse.
Les discriminations directes ne peuvent en principe pas être justifiées objectivement, sauf dans deux cas spécifiques. Les employeurs ecclésiastiques ou religieux bénéficient d'un régime dérogatoire, car l'appartenance à la communauté religieuse concernée peut constituer une exigence professionnelle essentielle et déterminante en raison de la nature de l'activité ou des circonstances de son exercice. Les discriminations directes fondées sur l'âge peuvent également être objectivement justifiées, notamment lorsqu'il s'agit de fixer des exigences minimales en matière d'expérience professionnelle ou de fixer un âge maximal en présence d'exigences spécifiques en matière de formation. L'examen des justifications objectives et des exigences professionnelles doit se fonder sur un critère d'objectivité strict et, en particulier, sur un examen précis de l'adéquation. L'employeur doit fournir des preuves de la légitimité de l'objectif poursuivi par les désavantages ainsi que de la nécessité et de l'adéquation.
Le concept de discrimination indirecte a été développé par la Cour de justice des Communautés européennes. Une discrimination indirecte se produit lorsqu'une règle, une pratique ou un critère apparemment neutre entraîne un désavantage pour des personnes présentant l'une des caractéristiques protégées. Ces règles, pratiques ou critères peuvent être objectivement justifiés s'ils poursuivent un objectif légitime et constituent un moyen nécessaire et proportionné.
Exemple de discrimination indirecte : une distinction n'est pas faite ouvertement sur la base du sexe, mais sur la base d'une autre caractéristique, mais le résultat est une discrimination fondée sur le sexe, par exemple les travailleurs à temps partiel sont exclus de la prévoyance vieillesse de l'entreprise - si plus de femmes que d'hommes sont employés à temps partiel, cette mesure constitue un désavantage indirect pour les femmes.
Le harcèlement sexuel sur le lieu de travail et le harcèlement pour les motifs protégés constituent également des discriminations interdites. L'objectif est de protéger l'intégrité sexuelle des employés ainsi que leur sphère personnelle contre les agressions verbales ou physiques de la part de supérieurs hiérarchiques, de collègues de travail ou de "tiers" (par exemple, des clients) qui constituent une atteinte à leur dignité.
Les discriminations, en particulier les discriminations indirectes, ne sont pas faciles à constater ; il est dans tous les cas judicieux de s'adresser aux services de conseil de la chambre du travail, des syndicats, des comités d'entreprise, etc. Les juges des tribunaux du travail et des tribunaux sociaux fournissent également des informations les jours ouvrables et les sous-organisations régionales de l'ordre des avocats autrichien proposent également des conseils juridiques de base.

## Application aux genres
La GlBG est neutre en termes de genre et protège donc les hommes et les femmes contre les désavantages liés au genre. Cela a été fait en application de la directive 76/207/CEE du Conseil du 9 décembre 1976 relative à l'accès à l'emploi, à la formation et à la promotion professionnelles, et aux conditions de travail. Selon la jurisprudence de la Cour de justice des Communautés européennes, P c. S/Cornwall County Council, les désavantages liés au « transsexualisme » relèvent également de cette disposition. Plusieurs associations LGBTIQ+ autrichiennes réclament en 2023 une meilleure protection contre les discriminations,.

## Mise au concours de postes
La GlBG stipule que les postes doivent être publiés sans discrimination (§ 9, § 23 GlBG). Contrairement à l'AGG allemande, qui voit dans une offre d'emploi discriminatoire un indice de désavantage relevant uniquement du droit civil, le législateur autrichien a prévu, dans de tels cas, une demande de dommages et intérêts de la part des candidats à l'emploi (article 12, paragraphe 1, point 1, et article 26, paragraphe 1, point 1, GlBG) et, en outre, une sanction administrative (article 10, article 24 GlBG). La sanction pénale s'adresse aux agences de placement et aux employeurs ainsi qu'au service de l'emploi (AMS).
Le défenseur de l'égalité de traitement peut déposer les plaintes correspondantes auprès des autorités administratives de district compétentes. Les peines encourues sont un avertissement lors de la première infraction et des amendes pouvant atteindre 360 euros en cas de récidive.
Les directives européennes 2000/43/CE, 2000/78/CE, 2004/113/CE et 2006/54/CE exigent des États membres qu'ils mettent en œuvre des "sanctions effectives, proportionnées et dissuasives" pour toutes les violations de l'interdiction de discrimination.